# Grand Prix automobile de Tripoli 1928
Le Grand Prix automobile de Tripoli 1927 est un Grand Prix qui s'est tenu à Tripoli le 31 mars 1928.

## Classement de la course
Les participants sur fonds rose sont engagés en classe Voiturette
| Pos. | no | Pilote            | Châssis         | Tours | Temps/Abandon                   |
| ---- | -- | ----------------- | --------------- | ----- | ------------------------------- |
| 1    | 26 | Tazio Nuvolari    | Bugatti T35C    | 16    | 3 h 20 min 25 s 0 (125,50 km/h) |
| 2    | 18 | Cleto Nenzioni    | Bugatti T37A    | 16    | + 11 min 42 s 4                 |
| 3    | 20 | Achille Varzi     | Bugatti T35C    | 16    | + 13 min 21 s 8                 |
| 4    | 38 | Giuseppe Vittoria | Maserati 26     | 16    | + 13 min 44 s 0                 |
| 5    | 32 | Enrico Cracchi    | Bugatti T35     | 16    | + 53 min 20 s 0                 |
| Abd. | 28 | « Zaita »         | Fiat Speciale   | 2     | Mécanique                       |
| Abd. | 24 | Giulio Aymini     | Delage 2LCV     | 2     | Différentiel                    |
| Abd. | 34 | Pietro Brunori    | Maserati        | 1     |                                 |
| Abd. | 8  | Luigi Platé       | Chiribiri 12/16 | 0     | Moteur                          |
| Abd. | 10 | Cesare Pastore    | Bugatti T35C    | 0     | Accident                        |
| Abd. | 4  | Emilio Materassi  | Talbot 700      |       |                                 |
| Abd. | 22 | Luigi Arcangeli   | Talbot 700      |       |                                 |
| Abd. |    | Luigi Fagioli     | Maserati 26     |       |                                 |
| Abd. |    | Antonio Brivio    | Talbot 700      |       |                                 |

- Légende: Abd.=Abandon - Dsq.=Disqualifié - Np.=Non partant.

## Pole position et record du tour
- Pole position :  ?.
- Meilleur tour en course :  Tazio Nuvolari (Bugatti) en 11 min 36 s 6 (125,50 km/h).